# Rhagoletis suavis
Espèce
Synonymes
- Trypeta suavis Loew, 1682
- Acidia suavis Loew, 1873

Rhagoletis suavis, appelée la mouche du brou de noix (pas la seule), est une espèce d'insectes diptères de la famille des Tephritidae, originaire d'Amérique du Nord.

## Description

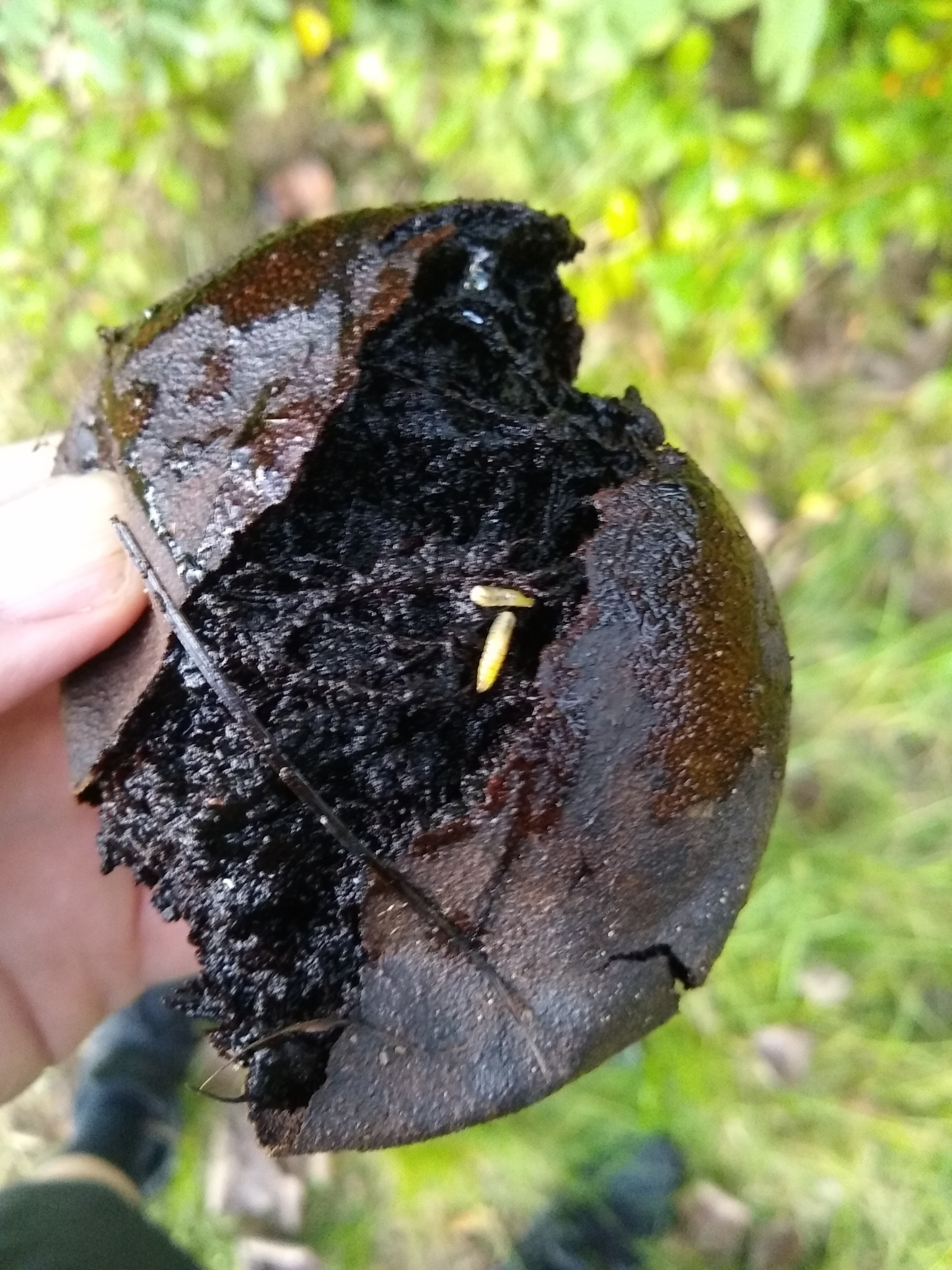
Rhagoletis suavis dans du brou de noix (Connecticut, USA)

Cette mouche des fruits, inféodée aux espèces de noyers du genre Juglans spp., notamment Juglans nigra (noyer noir) et Juglans cinerea (noyer cendré), est considérée comme un ravageur. La femelle pond ses œufs dans le brou des noix, dans lequel se développent ensuite les larves, entraînant rapidement le noircissement des noix et la perte de la récolte.

## Distribution
L'aire de répartition de Rhagoletis suavis est limitée à certains États de l'est et du sud des États-Unis, à savoir : Arkansas, Caroline du Nord, Caroline du Sud, Connecticut, Floride, Illinois, Indiana, Iowa, Kansas, Maryland, Massachusetts, Michigan, Minnesota, Mississippi, Missouri, Nebraska, New Jersey, New York, Ohio, Pennsylvanie, Virginie, Virginie-Occidentale, Wisconsin.
Contrairement à Rhagoletis completa, cette espèce est absente d'Europe et du bassin méditerranéen. À ce titre, elle figure à l'annexe I (Organismes nuisibles dont l'introduction et la dissémination doivent être interdits dans tous les États-membres) de la Directive 2000/29/CE du Conseil du 8 mai 2000 concernant les mesures de protection contre l'introduction dans la Communauté d'organismes nuisibles aux végétaux ou aux produits végétaux et contre leur propagation à l'intérieur de la Communauté.